# Petit ribier
Le petit ribier est une variété d'olive originaire du Var entre Draguignan et Fayence. Ses oliveraies sont très répandues du centre Var à l'ouest des Alpes-Maritimes.

## Synonyme
Le petit ribier est aussi appelé Plant de Callas ou Callasen.

## Caractéristiques
Son huile, très appréciée pour son fruité vert, est dominée par des notes herbacées où s'impose l'artichaut. Dans sa maturité, ses arômes évoluent vers des fragrances de fruits rouges. En olive de table, cette variété se caractérise aussi par ses notes de fruits rouges, en particulier de framboise, et ses arômes de verdure, le fruit est légèrement piquant en fond de bouche.